# 28 Rezerwowa Dywizja Zmechanizowana
28 Rezerwowa Dywizja Zmechanizowana (28 RDZ) – związek taktyczny wojsk zmechanizowanych Sił Zbrojnych PRL.
Dywizja utworzona została w 1972 na bazie jednostek Śląskiego Okręgu Wojskowego jako rezerwowy związek taktyczny formowany na wypadek wojny. Dywizja miała wejść w skład Frontu Polskiego jako jednostka odwodowa dowódcy Frontu.
Dywizję rozformowano w 1989 r. w ramach restrukturyzacji Sił Zbrojnych PRL związanej z przyjęciem obronnej doktryny wojennej.

## Struktura organizacyjna dywizji
W nawiasach podano nazwy jednostek mobilizujących
- Dowództwo 28 RDZ w Prudniku – (15 pułk Wojsk Obrony Wewnętrznej)
- 111 pułk zmechanizowany w Prudniku – (15 pułk Wojsk Obrony Wewnętrznej)
- 112 pułk zmechanizowany w Nysie – (33 pułk Zmechanizowany)
- 124 pułk zmechanizowany w Częstochowie – (6 pułk Zmechanizowany)
- 44 pułk czołgów średnich w Gliwicach – (15 pułk czołgów)
- 60 pułk artylerii w Kędzierzynie-Koźlu – (37 pułk artylerii)
- 15 pułk Wojsk Obrony Wewnętrznej w Prudniku
- 84 dywizjon artylerii przeciwpancernej w Pleszewie
- 62 dywizjon artylerii przeciwlotniczej w Jeleniej Górze
- 33 batalion rozpoznawczy w Kłodzku
- 77 batalion łączności w Prudniku
- 120 batalion saperów w Nysie
- 28 batalion remontowy w Kłodzku
- 28 batalion zaopatrzenia w Prudniku
- 33 batalion medyczny w Częstochowie
- 47 bateria dowodzenia szefa artylerii dywizji w Kędzierzynie-Koźlu
- 28 kompania chemiczna w Kłodzku

Według etatu z 1972 r. dywizja liczyła 11.168 żołnierzy. Jej uzbrojenie stanowiło: 184 czołgi średnie, 8 transporterów opancerzonych, 54 działa 122 mm, 36 armat przeciwpancernych 85 mm, 18 armat przeciwlotniczych 37 mm, 18 moździerzy 120 mm i 54 moździerze 82 mm.